# Marina (film, 1960)
Pour plus de détails, voir Fiche technique et Distribution.
Pour les articles homonymes, voir Marina.
Ne doit pas être confondu avec Marina (film, 1947) ou Marina (film, 2013).
Marina est un film musical allemand réalisé par Paul Martin, sorti en 1960.

## Fiche technique
- Titre : Marina
- Mise en scène : Paul Martin
- Scénario : Artur Brauner, Eckart Hachfeld, Paul Martin
- Producteur : Artur Brauner
- Société de production : Central Cinema Company Film
- Acteurs principaux : Giorgia Moll , Jan Wennick, Bubi Scholz
- Musique : Martin Böttcher
- Montage : Jutta Hering
- Photo : Ted Kornowicz
- Dates de sortie :
  - Allemagne de l'Ouest : 19 août 1960
- Genre : comédie musicale
- Durée : 90 minutes
- Langue : allemand
- Format : noir et blanc
- Pays :  Allemagne de l'Ouest
- Studios : CCC-Atelier, Spandau (Berlin)

## Distribution
- Giorgia Moll : Mary Miller
- Jan Wennick : Jan
- Bubi Scholz : Ralf Moebius
- Kjeld Wennick : Kjeld
- Renate Holm : Mrs. Renate Henkel
- Rudolf Platte : Herzlieb, gardien de nuit
- Trude Herr : Trude Pippes
- Teddy Stauffer (en) : Robert Miller
- Silvio Francesco : Silvio
- Rex Gildo : Rex
- Rocco Granata : Rocco
- Gerold Wanke : Max
- Jonny Buchardt : Fratzke
- Gabriele : Gabriele, la nièce de Herzlieb
- Zizi Rascas : Zizi
- Irene Mann : Irene
- Hannelore Elsner : Christa
- Kurt Waitzmann : le premier inspecteur
- Kurt Pratsch-Kaufmann : le deuxième inspecteur
- Bully Buhlan (de) : Peter Hiller

## Commentaires
- Le film mélange des airs de schlager à la musique populaire de la fin des années 1950 (Buona Sera de Louis Prima chanté par Rex Gildo, Marina de Rocco Granata chanté par lui-même...).
- Des scènes d'action maladroites sont ajoutées au scénario.